# Carska manierka
Carska manierka – zbiór opowiadań autorstwa Andrzeja Pilipiuka, wydany nakładem wydawnictwa Fabryka Słów w dniu 20 listopada 2013 roku. Opowiadania utrzymane są w klimatach fantastyki oraz fantasy. 

## Opowiadania
Zbiór składa się z ośmiu opowiadań:
- „Manierka”,
- „Czarne parasole”,
- „Na dnie mogiły”,
- „Album”,
- „Miód umarłych”,
- „Śmierć pełna tajemnic”,
- „Tajemnica Góry Bólu”,
- „Rehabilitacja Kolumba”[4].

W opowiadaniach powracają bohaterowie stworzeni przez Pilipiuka w poprzednich zbiorach opowiadań, antykarz Robert Storm oraz doktor Paweł Skórzewski. 